# Bernardim de Carvalho
Bernardim de Carvalho, foi Comendador de Carrezedo da Ordem de Cristo, capitão de Alcácer Ceguer, capitão de Tânger, e de Mazagão.

## Capitão de Alcácer Ceguer
Parece que foi durante muito pouco tempo (1550) capitão dessa praça, que pouco depois foi abandonada...

## Capitão de Tânger
Com a morte de Luís da Silva de Meneses, capitão de Tânger, em 29 de Abril de 1554, o governo da praça ficou indeciso, entregando-se «as chaves da portas a Pedro Garcia, capitão de Infantaria, que as têve cinco dias com as aparências de governo.»
Mas ao cabo desses dias «o povo elegeu para Governador a Pedro Álvares Correia, que servia de sargento Maior», mas este morreu ao cabo também de cinco dias. Em seu lugar foi então eleito Diogo Lopes da Franca, «que governou até que el-rei achou por bem de prover este cargo.»
Veio então Bernardim de Carvalho, «a quem a Raínha Dona Catarina, que então governava pela menoridade del-rei Dom Sebastião, ordenou que acudisse a Tânger, onde os mouros em pouco tempo le haviam morto três generais. Disse-le que de sua prudência esperava o remédio daquela praça, e a emenda dos erros que outros tinham cometido. Acrescentou que as forças eram bastantes para conservar e defender ; mas não para penetrar nas terras dos mouros, que eram muitos e se ajuntavam com facilidade.»
Bernardim aceitou, que governou com «moderação e prudência», aliviando o sentimento dos desastres passados.
«Consta que correndo um dia aos mouros, mandou dizer ao adail, por Jorge vieira o surdo, que retirasse a gente e não se comprometesse sem nova ordem, e reconhecer melhor os intentos e forças dos inimigos. Mas o mensageiro, pelo defeito que tinha percebeu o contrario, e disse ao adail que arremetesse contra os mouros que em forma de meia lua vinham-nos cercar. Atacou-os com tão boa sorte que os poz em fuga sem resistencia alguma.
Vendo o General o empenho e que já não era tempo de remediar à desordem, deu Santiago!, e socorrendo sua gente que seguia os mouros, alcançou sobre eles uma grande vitória.»
Mas a sua prudência não impediu um desastre: tendo vindo uma caravana, e Bernardim estando «impedido de uma perna, o Alfaqueque disse aos alcaides que era ocasião de lhe fazer dano. Reuniram o pessoal, correndo ao campo na ocasião que o General, por se encontrar já melhorado, tinha ido vêr uma nau que estava no porto. Acudiram os soldados ao rebate, sahindo, como então era costume, para guarnecer as trincheiras. Mas como iam sem ordem e divididos, e os mouros tinham ganho os postos, atacaram-nos e dispersaram-nos quase sem resistência. Morreram mais de quinhentos soldados; apenas se salvou a cavalaria, e esta com dificuldade. Chegou a notícia ao general, que não pôde fazer mais que sentir-la e evitar que doravante acontecesse semelhantes desordens», impedindo que em sua ausência não se abrisse as portas.
De seus feitos D. Fernando de Meneses, autor da Historia de Tanger, não encontrou outras notícias. Diz ele que mesmo estas que nos comunica descobriu-as com dificuldade, «pela malicia de alguns que as levaram e fizeram desaparecer. Parecia-lhes sêr discrédito próprio a glória alheia e que resultariam mais suas acções faltando-lhes a comparação de outras maiores, na suposição que as escrevessem um dia». 
Governou dez anos e foi substituído por Diogo Lopes da Franca, «pela segunda vez, e por eleição do povo, até que chegou Lourenço Pires de Távora, que tomou possessão do governo no primeiro de Abril de 1564.»
Essas circunstâncias (que Fernando de Meneses não explica) deixam-nos supor que Bernardim de Carvalho, ou ficou doente, ou teve por outra razão que voltar a Portugal, estando por isso impedido de governar.

## Capitão de Mazagão
Encontramo-lo mais tarde capitão de Mazagão, em 1574, sucedendo a seu sobrinho Pedro Álvares de Carvalho (Filho de Álvaro de Carvalho, senhor do Morgado de Carvalho, que também foi muitos anos capitão de Mazagão), falecido. No mesmo ano, outro seu sobrinho, Gil Fernandes de Carvalho, irmão de Pedro Álvares, substitui-o nessa mesma praça.

## Genealogia
Casou com D. Violante de Mendonça, filha de Rui Lopes de Sousa, o Traquinas, capitão de Diu, de quem teve: Diogo Lopes de Carvalho, que também foi capitão de Mazagão (1586-1607), e que sucedeu ao morgado de Carvalho, Álvaro «que morreu solteiro na Índia», Isabel de Mendonça, D. Maria de Távora freira em S. Clara de Lisboa, D. Bernardina, na Esperança de Lisboa, Pedro Álvares (?), e Rui Martins (?). Era irmão de Rui de Sousa de Carvalho, que mais tarde também foi Governador de Tânger.